# Aenigmopus alatus
Aenigmopus alatus är en mångfotingart som beskrevs av Loomis och Hoffman 1962. Aenigmopus alatus ingår i släktet Aenigmopus och familjen Tridontomidae. Inga underarter finns listade i Catalogue of Life.